# UNIVERSAL D
UNIVERSAL Dは、ユニバーサル ミュージック ジャパン傘下の受託販売部門である。同社の持つ販売網を使い、他社レコードレーベル作品の流通と音楽配信の代行を手がけている。
UNIVERSAL Dは、これまでコーエーテクモゲームス、アスタエンタテインメント、ウェブクウ、ミディ、ポリスター、ユーキャンなど、多くのレコードレーベルに利用されてきた。また、これからUNIVERSAL Dの利用を希望する委託者も募集している。

## 取り扱いアーティスト
- 佐野元春（Epic Recordsから移籍、Daisy Musicも参照）
- Brand New Vibe（2013年〜）（ゲットバック・エンタテインメント所属、NAYUTAWAVE RECORDSから移籍）
- jammin’ Zeb（2010年〜）
- Secret
- Dorothy Little Happy（2015年〜）（avex traxから移籍）
- Hilcrhyme（2019年～）（ユニバーサル ミュージック アーティスツ所属、ユニバーサルJから移籍）
  - TOC
- パスピエ（2020年〜）（自主レーベル・NEHAN RECORDS所属、ワーナーミュージック・ジャパン から移籍）
- 三姿舞（2020年〜）
- des ailes 26 （ディゼル）(2020年〜）
- BBHF（2023年～）（Ouchi Daisuki Club Records / Suzume Studios所属）[3]
- Galileo Galilei（2023年～）（Ouchi Daisuki Club Records / Suzume Studios所属）[4]